# Witold Aleksandrowicz
Witold Aleksandrowicz (Alexandrowicz) (ur. 7 lutego 1848 w Krzywiczach, zm. 23 grudnia 1906 w Warszawie) – polski śpiewak operowy (baryton) i nauczyciel śpiewu.

## Życiorys
Był podejrzewany o udział w powstaniu styczniowym, wskutek czego spędził piętnaście miesięcy w więzieniu. Ukończył gimnazjum w Mozyrzu, a następnie studiował prawo w Kijowie i Petersburgu. Po zakończeniu studiów zdał egzamin notarialny.
Jeszcze podczas studiów w Petersburgu rozpoczął naukę śpiewu, m.in. u Camille Everardiego. Kształcenie muzyczne kontynuował w Niemczech i Francji, następnie występował na scenach we Włoszech pod pseudonimem Alessandrin. W 1875 roku debiutował pod własnym nazwiskiem na scenie Warszawskich Teatrów Rządowych. W tymże roku występował jeszcze we Lwowie oraz w Krakowie, a następnie wyjechał do Mediolanu, gdzie udzielał lekcji śpiewu. Do Warszawy powrócił w 1879 roku, otwierając w mieście prywatną szkołę śpiewu. W latach 1885–1892 był członkiem zespołu operowego Teatru Wielkiego w Warszawie. Później zajmował się głównie pracą pedagogiczną (jego uczniem był m.in. Ludwik Solski). W 1893 roku wydał pracę pt. Głos i jego kształcenie w sztuce śpiewu.
Córkami Witolda Aleksandrowicza był dwie śpiewaczki operowe o imieniu Maria (siostry przyrodnie). Starsza (ur. 1870) występowała na scenach Europy (Turyn, Wenecja, Bergamo, Nicea), Ameryki Południowej (São Paulo) oraz Afryki (Aleksandria), natomiast młodsza (ur. 1894) związała się ze scenami paryskimi (m.in. Opéra Garnier, Opéra-Comique).